# Túnel de Pajares
El túnel de Pajares es un túnel ferroviario que forma parte de la variante de Pajares, nuevo acceso ferroviario a Asturias desde la Meseta Central que sustituye a la rampa de Pajares. Está formado por dos tubos paralelos, uno para cada sentido de la circulación, de 24,6 km de longitud. Es el segundo más largo construido en España, el sexto más largo de Europa y el séptimo de todo el mundo a fecha de 2009. 
Las obras se iniciaron en julio de 2005, y se tenía previsto que finalizaran en el año 2012, pero las grandes filtraciones de agua provocaron retrasos, sobrecostes e impactos ambientales. Las pruebas de fiabilidad se iniciaron a finales de febrero de 2023, y se inauguró el 29 de noviembre de 2023. El rey de España, Felipe VI; el presidente del gobierno de España, Pedro Sánchez; el presidente del gobierno de Asturias, Adrián Barbón; y el ministro de Transportes, Óscar Puente, hicieron el viaje inaugural en un tren de la serie 130 de Renfe desde Madrid; el presidente de la Junta de Castilla y León, Alfonso Fernández Mañueco, se unió en León, única parada del trayecto. 
Es la segunda mayor obra de ingeniería civil que se ha llevado a cabo en España por detrás del túnel ferroviario de alta velocidad de Guadarrama. En su construcción han llegado a trabajar más de 4000 personas simultáneamente.

## Datos básicos

### Recorrido
Esta infraestructura atraviesa la cordillera Cantábrica partiendo desde el término municipal de Pola de Gordón (León) hasta la demarcación de Telledo (Asturias).
Este gran túnel forma parte de la Variante de Pajares, tramo de la línea férrea de alta velocidad León-Asturias, que une la submeseta norte con Pola de Lena, Asturias, atravesando la cordillera Cantábrica. En un principio la línea se prolongaría hasta Gijón, pasando por Oviedo. Este trazado fue finalmente descartado, llegando los trenes de alta velocidad (Renfe AVE) hasta la estación de Pola de Lena, al fin de la variante, dónde efectuarán un cambio de ancho para seguir ya por la red convencional hasta Gijón.

### Proceso de ejecución
Su ejecución se inició mediante cinco tuneladoras (cuatro para los grandes tubos y la quinta para la galería desde Buiza) entre julio y septiembre de 2005 en la vertiente leonesa y entre abril y julio de 2006 en la vertiente asturiana.
Las máquinas tuneladoras extrajeron 4,3 millones de m³ de los túneles. Cada uno tiene 24,6 kilómetros de longitud, con un diámetro de 8,5 metros y una separación entre ambos de 50 metros. Dispone de galerías de emergencia uniendo ambos corredores cada 400 metros, una gran estancia autónoma ubicada a mitad de recorrido con cabida para 1200 personas para su uso en caso de emergencia y una instalación de ventiladores reversibles que puedan inyectar aire si ocurriese un incendio. El diseño se ha realizado para que los trenes que lo recorran puedan alcanzar altas velocidades sin comprometer con ello la infraestructura.
Su ejecución ha revelado notables carencias de previsión, que han aumentado el coste de los túneles de 1800 millones de euros a casi 4.000 millones. Voces críticas han manifestado que mientras los estudios previos del nuevo túnel de San Gotardo en Suiza duraron unos diez años, en este caso se realizaron en unos meses.  Entre estos problemas el más grave se revela los negligentes estudios geológicos ya que el túnel atraviesa 20 acuíferos, lo que ha provocado la afección de manantiales en la cordillera Cantábrica y filtraciones de agua al túnel, que actúa como canalizador de las mismas desde la vertiente leonesa a la vertiente asturiana. El estudio informativo de 2003 previó ya un trasvase de 1.144 l/s. Sin embargo, tras llevar a cabo numerosas actuaciones específicas para impermeabilizar las paredes, se ha reducido el caudal total (aguas tanto de la parte leonesa del túnel como de la asturiana) recogido a la salida del túnel a unos 280 l/s en diciembre de 2023. Este trasvase se estima en 8,8 hectómetros cúbicos anuales. 
En 2019 se decidió que uno de los túneles tendría vía de ancho ibérico, quedando de esta manera solo el otro para uso ferroviario de alta velocidad. La vía I, túnel este, es de ancho mixto o “tres hilos” y permite el paso de trenes en ancho ibérico y estándar para alta velocidad. Mientras, la vía II, túnel oeste, es de ancho convencional sobre traviesa polivalente, que permite convertirla a ancho estándar en el futuro. Además, cuenta con un cambiador en Campomanes para que los trenes combinen los distintos anchos de vía y dos Puestos de Adelantamiento y Estacionamiento de Trenes (PAET) en Campomanes y La Robla, con dos vías de apartado cada uno.
El Ministerio de Fomento finalizó el grueso de las obras de la Variante de Pajares en 2021. En febrero de 2023 terminaron definitivamente sus obras y pasó a estar en un periodo de pruebas. Tras 19 años de construcción y cerca de 4.000 millones de euros de inversión, se abrió al tráfico de pasajeros en noviembre de 2023.

## Datos básicos del túnel
- 2 túneles de vía única
- Longitud: 24,648 km
- Pendiente longitudinal continua de 16,8 milésimas, sentido descendente hacia Asturias
- Sección circular: 8,5 m de diámetro
- Superficie de la sección: 56,75 m²
- Galerías de conexión: cada 400 m
- Distancia entre los ejes de ambas vías: 50 metros en el interior del macizo